# Trillo (Spanien)
Trillo ist ein zentralspanischer Ort und eine aus mehreren Dörfern, Weilern und Einzelgehöften bestehende Gemeinde (municipio) mit 1.396 Einwohnern (Stand: 2024) in der Provinz Guadalajara in der Autonomen Region Kastilien-La Mancha. Die Gemeinde gehört zur dünnbesiedelten Region der Serranía Celtibérica.

## Lage und Klima
Der knapp 760 m hoch gelegene Ort Trillo liegt auf der Westseite des Iberischen Gebirges an der Einmündung des Río Cifuentes in den Tajo. Die Provinzhauptstadt Guadalajara ist ca. 75 km (Fahrtstrecke) in südwestlicher Richtung entfernt. Das Klima im Winter ist gemäßigt, im Sommer dagegen warm bis heiß; die eher geringen Niederschlagsmengen (ca. 425 mm/Jahr) fallen – mit Ausnahme der nahezu regenlosen Sommermonate – verteilt übers ganze Jahr.

## Bevölkerungsentwicklung
| Jahr      | 1857 | 1900 | 1950 | 2000  | 2019  |
| Einwohner | 759  | 871  | 968  | 1.387 | 1.319 |

Aufgrund der Mechanisierung der Landwirtschaft, der Aufgabe bäuerlicher Kleinbetriebe und des daraus resultierenden Verlusts von Arbeitsplätzen wäre die Einwohnerzahl der Gemeinde seit der Mitte des 20. Jahrhunderts stark rückläufig (Landflucht), wären nicht in den 1960er Jahren mehrere Dörfer (pueblos oder aldeas) und Weiler (pedanías) eingemeindet worden: Azañon, Morillejo, La Puerta und Viana de Mondéjar.

## Wirtschaft
Ackerbau war in der gebirgigen und felsigen Landschaft nur sehr eingeschränkt möglich; man widmete sich deshalb vorrangig der Viehwirtschaft, deren haltbare Produkte (Käse, Wurst und Wolle) über den Fluss Tajo gegen Getreide getauscht oder auf den Märkten der Städte verkauft werden konnten. Durch den Ort führte die Ruta de la Lana, ein mittelalterlicher Handels- und Pilgerweg, der in Alicante begann und über Cuenca bis nach Burgos führte. Im 18. Jahrhundert entwickelte sich der Ort zu einem Handelszentrum für Landwirtschaft und Viehzucht. Ende des 20. Jahrhunderts wurde ca. 6 km westlich des Ortes das Kernkraftwerk Trillo errichtet.

## Geschichte
Bereits in römischer Zeit war der Ort wegen der ca. 2 km nördlich gelegenen Thermalquellen bekannt, doch fehlen bislang Zeugnisse einer westgotischen und islamisch-maurischen Besiedlung. Eine bewaffnete Rückeroberung (reconquista) des Ortes fand somit wahrscheinlich nicht statt. Ende des 11. Jahrhunderts gliederte Alfons VI. von León den Ort in die Comúnidad de la Villa y Tierra de Atienza ein. Im Jahr 1325 ließ der Infant Juan Manuel eine Burg (castillo) erbauen. Um die Mitte des 15. Jahrhunderts kam der Ort unter die Gerichtsbarkeit der Grafen von Cifuentes, aus der er sich erst im Jahr 1630 lösen konnte. Der Ort erlebte danach eine Blütezeit, wurde jedoch in der Zeit des Spanischen Erbfolgekrieges (1701–1714) von englischen und portugiesischen Armeeeinheiten zerstört.

## Sehenswürdigkeiten

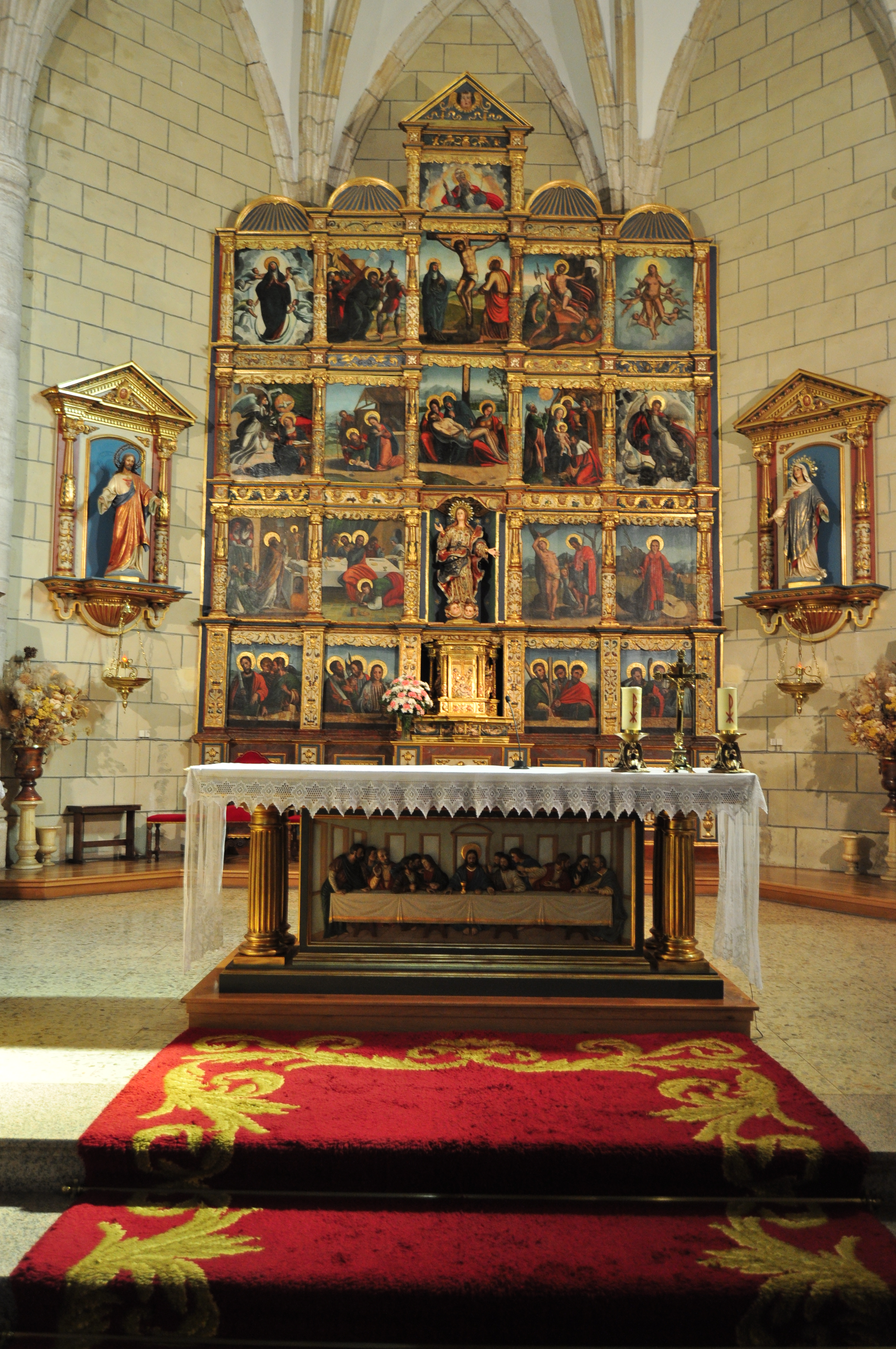
Trillo – Renaissancealtar

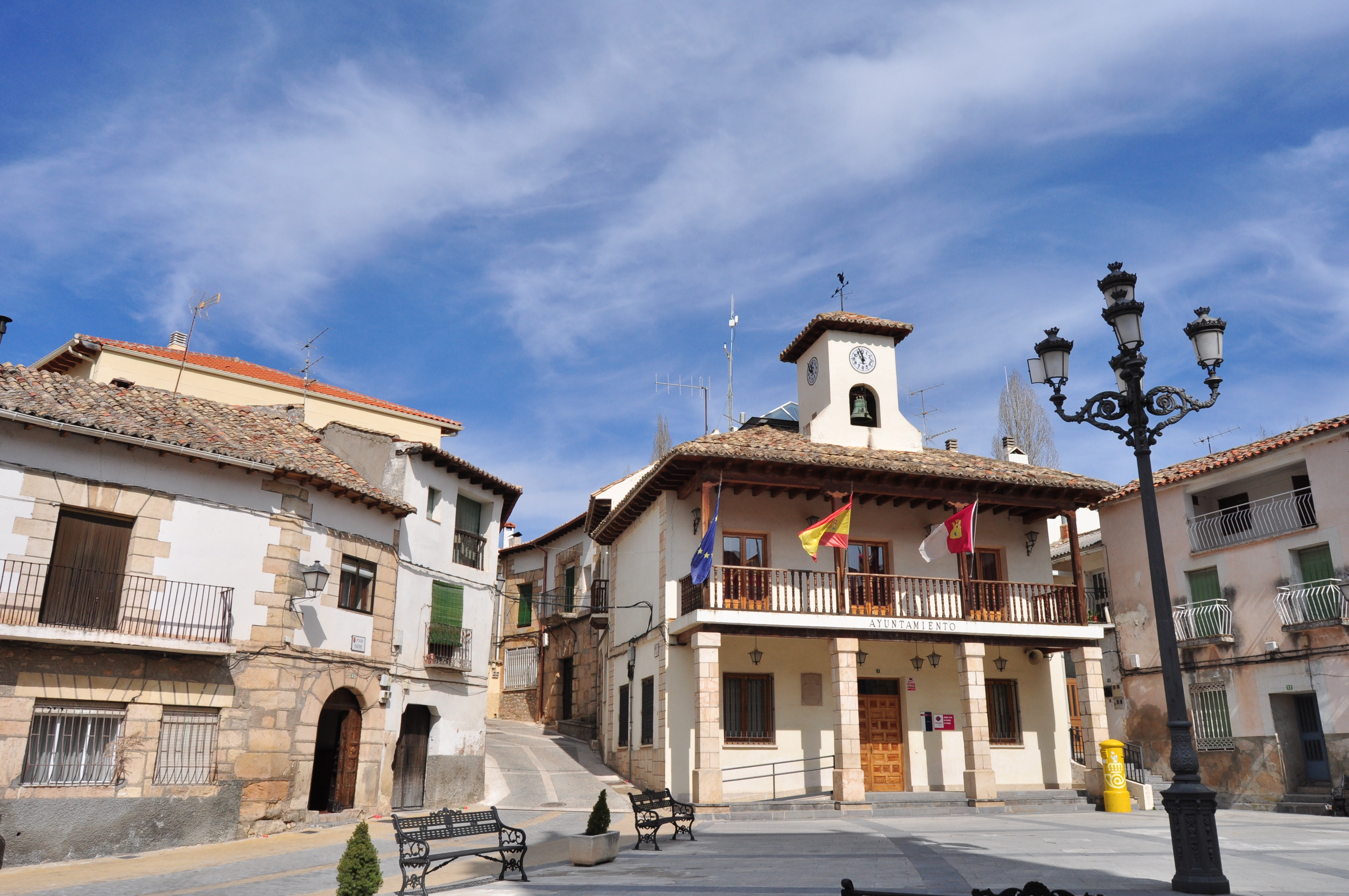
Trillo – Plaza Mayor

- Der auf der Nordseite des Tajo gelegene alte Ortskern ist recht ansehnlich.
- Sehenswert ist auch die von einem Wasserfall gebildete Einmündung des Río Cifuentes in den Tajo.
- Die im 16. Jahrhundert erbaute einschiffige Iglesia de la Asunción zeigt spätgotische und Renaissance-Elemente. Das Kirchenschiff (nave) wird von einem offenen hölzernen Dachstuhl bedeckt, wohingegen die leicht eingezogene Apsis rippengewölbt ist; herausragend ist das in bemalte Felder unterteilte Altarretabel (retablo), das einer unbekannten Werkstatt zugeordnet wird. Beachtenswert ist auch der aus der Vorgängerkirche stammende romanische Taufstein (pila bautismal).
- Die einbogige Brücke (puente) über den Tajo stammt aus dem 16. Jahrhundert; sie wurde jedoch im 19. Jahrhundert erneuert.

Umgebung
- Ca. 8 km (Fahrtstrecke) östlich des Ortes befindet sich die Ruine des ehemaligen Zisterzienserklosters Óvila.
- Die romanische Kirche des ca. 9 km südlich gelegenen und noch etwa 20 Einwohner zählenden Weilers Viana de Mondéjar ist ebenfalls einen Ausflug wert.
- Die Kirche im Weiler Azañon stammt aus dem 16. Jahrhundert und ähnelt der von Trillo.